# ウルグアイ・タンゴ
ウルグアイ・タンゴは、1800年代末頃のウルグアイ、モンテビデオ近隣から、ブエノスアイレスに根付き、ラ・プラタ川周辺地域において大きな影響をもたらしていたアルゼンチン・タンゴのバリエーションとしてダンスのフォームは始まった。 
このタンゴの一種はウルグアイのミロンガ、ホルヘ・ルイス・ボルヘスが言うところにとれば、とカンドンベのリズムのミックスである。
アルゼンチンとウルグアイで地域と時代を越えて発達した複数のスタイルから構成される。
ダンスはしばしば以下のような複数の音楽のフォームと共に踊られる
- タンゴ
- ミロンガ
- バルス

タンゴの最も有名な曲の一つ、『ラ・クンパルシータ』はヘラルド・マトス・ロドリゲスによって1919年にモンテビデオで書かれた。

## 音楽家
ウルグアイ・タンゴの著名な音楽家を以下に列挙する。
- Jose Maria Aguilar
- Hector Artola
- Julio Brum
- Manuel Campoamor
- Francisco Canaro － フランシスコ・カナロ
- Juan Canaro － ファン・カナロ、"Canaro en Japón" を作曲する。
- Pintin Castellanos
- Olga Delgrossi － オルガ・デルグロッシ, "La Dama del Tango、または「タンゴの女」
- Hugo Diaz
- Horacio Ferrer － オラシオ・フェレール、最も重要なタンゴの作品の歌詞に貢献したウルグアイの詩人。
- Raul Jaurena
- Luis di Matteo
- Raul Montero
- Elsa Moran
- Gustavo Nocetti
- Jose Razzano
- Marino Rivero
- Gerardo Matos Rodríguez － ヘラルド・マトス・ロドリゲス
- Enrique Saborido － エンリケ・サボリド
- Luis Casaravilla Sienra
- Julio Sosa － フリオ・ソーサ、 "El Varon del Tango 、または「タンゴの男」
- Miguel Villasboas

- Bajofondo Tangoclub － バホフォンド・タンゴ・クラブ、ウルグアイ人とアルゼンチン人による7人からなるグループ。

## ウルグアイ・タンゴ
ウルグアイ・タンゴの著名な曲を以下に列挙する。
- El choclo － エル・チョクロ
- Felicia － フェリシア
- Garufa － ガルファ
- La cumparsita － ラ・クンパルシータ
- La Uruguayita Lucía － ラ・ウルグアシータ・ルシア
- Milonga para una nina
- Montevideo － モンテビデオ
- Tierra Hermana
- Berretines de Grandeza

## タンゴの場所
タンゴを学べる、踊れる場所を以下に列挙する。
- Centro Raíces: モンテビデオ - Gonzalo Ramírez 2095 - http://www.aprendatango.com
- La Academia del Tango － ラ・アカデミア・デル・タンゴ: :モンテビデオ
- La Morocha Tango y Milonga － ラ・モローチャ・タンゴ・イ・ミロンガ: :モンテビデオ
- Plaza del Entrevero: :モンテビデオ - Av. 18 de Julio y Río Negro
- Cafe Las Musas: :モンテビデオ - Canelones 1136 esq. Gutierrez Ruiz
- Tangueria Tabaris: :モンテビデオ - Tristan Narvaja 1518 esq. Av. 18 de Julio
- Tangueria El Farolito: :モンテビデオ - Juncal 1413 esq. Rincón
- Mercado de la Abundancia: :モンテビデオ - Yaguaron 1290  esq. San José
- Confiteria Lido: :モンテビデオ - Av. 18 de Julio 1085
- Casa de Margot: :モンテビデオ - Constituyente 1812 esq. Gaboto
- Casa de Galicia: :モンテビデオ - Av. 18 de Julio 1471 esq. Barrios Amorin
- Palacio Sudamericano:  :モンテビデオ - Yatay 1419 esq. Marcelino Sosa
- Casa de Alberto:  :モンテビデオ - Uruguay 1391 esq. Ejido
- Club Amigos de Rosilu:  :モンテビデオ - Paysandú 1639 esq.Minas
- Hotel Casino del Parque Rodó (Salón Cristal):  :モンテビデオ